# Stellidia estella
Stellidia estella là một loài bướm đêm trong họ Erebidae.